# Emanoil Răducanu
Emanoil Răducanu (ur. 7 października 1929 w Bukareszcie, zm. w 1991) – rumuński koszykarz. Reprezentant kraju na igrzyskach olimpijskich w 1952 w Helsinkach. Na igrzyskach olimpijskich zagrał w obu meczach, w meczu z Kanadyjczykami zdobył 3 a w meczu z Włochami zdobył 7 punktów.